# Palackattumala
Palackattumala – miasto w Indiach, w stanie Kerala. W 2011 roku liczyło 1 500 mieszkańców. Zamieszkuje je duża społeczność chrześcijan.

## Ludzie urodzeni w Palackattumala
- Jose Kaimlett